# Segédige
A grammatikában a segédige olyan ige, melynek eredetileg tartalmas lexikai jelentése van, de egyes helyzetekben viszonyszóvá válik, elveszítve lexikai jelentését, és egy másik, lexikai jelentésű, azaz fogalomjelölő ige olyan grammatikai kategóriáit fejezi ki, mint igenem, igemód, igeidő, szám és személy.
Egyes nyelvészek szerint a fenti meghatározás csak a morfológiainak nevezhető segédigére vonatkozik, és a segédigék közé sorolják az ún. modális igéket is, melyek eredeti vagy a helyzet által adott lexikai jelentésük révén olyan fogalmakat fejeznek ki, mint szükségesség, lehetőség, valószínűség, akarat, óhaj stb.
Ugyancsak segédigéknek tekintik egyes nyelvészek az aspektuális igéket, azokat, melyek eredeti vagy a helyzet adta lexikai jelentésük révén igeszemléletet és/vagy igejelleget fejeznek ki.
A segédigék közé sorolják egyes nyelvészek a kopulákat is, azokat, amelyek más szóval együtt névszói állítmányt alkotnak.
Egyes szerzők, például francia grammatikákban, két morfológiai segédigén kívül (avoir ’birtokolni’ és être ’lenni’) az összes többit fél-segédigéknek nevezik, melyek között morfológiaiak is vannak. Más grammatikákban csak a modalitást és az igeszemléletet/igejelleget kifejező, tehát lexikai jelentéssel is bíró igéket nevezik fél-segédigéknek.

## A magyar nyelvben
A magyar nyelv grammatikáiban sem egységes a szemlélet arról, hogy mely igék segédigék.
Vannak ún. mondatrészteremtő segédigék, a kopulák: van, lesz, marad, múlik. Példák: „Az út, Toscánáig, titok marad” (Szabó Magda: Hullámok kergetése); „S akárhogyan odázod: amiben hibáztál, amivel adós vagy, amihez gyáva voltál, amiben bűnös vagy, mindezért számot adsz egy napon” (Márai Sándor: Füveskönyv).
Szóalakteremtő segédigék a fog (a kijelentő mód jövő időé) és a volna (a feltételes mód múlt időé): lépni fogok, „... hisz mindazt, mi lehettem volna, / — bár elrontottam — Tőled kaptam” (Váci Mihály: Mit elrontottam).
Aspektuális-modális-pragmatikai típusú segédigék a szokott, talál, tetszik-félék: „Visszaütött fehér labdaként szokott az álomból megtérni” (Sütő András: Engedjétek hozzám jönni a szavakat); „... s talán nagyon alázatosan kezet talált csókolni valami excellenciás nagy úrnak, azért kapta a másikat...” (Mikszáth Kálmán: Sramko bácsi); El tetszik utazni?
Egyesek modális segédigéknek tekintik a kell, lehet, akar, tud, szeret, szándékozik igéket is.

## Néhány más nyelvben

### A francia nyelvben
A francia grammatikákban a segédigéknek tekintett avoir ’birtokolni’ és être ’lenni’ az igék és az igenevek összetett alakjai alkotásában vesznek részt, a lexikai jelentésű igének megfelelő múlt idejű melléknévi igenévvel együtt (lásd Francia igerendszer szócikk). Mindkettő mindegyik alakban jelen van, eloszlásuk főleg az igenemtől függ.
Az avoir igével alkotják minden cselekvő tárgyas ige és a tárgyatlan igék legnagyobb részének az összetett alakjait: J’ai mangé une pomme ’Megettem egy almát’, Elle aurait volé en ballon ’Léggömbbel repült volna’.
Az être használatos minden visszaható névmással használt igével: Nous nous sommes promenés ’Sétáltunk’, s’être entendus ’megérteni egymást, megegyezni egymással’ (múlt idejű főnévi igenév). Ugyancsak az être-vel alakulnak egyes tárgyatlan cselekvő igék összetett alakjai: vous êtes venus ’eljöttetek’, qu’elle soit arrivée ’hogy eljött’ (kötőmód, múlt idő). Minden szenvedő ige esetében is a lexikai jelentésű ige múlt idejű melléknévi igenevét az être cselekvő alakjai (beleértve az összetetteket is, melyekben az avoir vesz részt) előzik meg: il a été trompé ’becsapták’ (szó szerint ’ő volt becsapott’), je serai puni(e) ’meg fognak büntetni’ (szó szerint ’én leszek büntetett’).
Fél-segédigéknek nevezik azokat, melyek a „főigének” megfelelő főnévi igenévvel társítottak. Így ún. igei körülírások keletkeznek. A fő fél-segédigék az aller (lexikai jelentése ’menni’), venir (lexikai jelentése ’jönni’) és faire (lexikai jelentése ’csinálni, tenni’). Az első kettő kijelentő módban alkot igeidő-alakokat:
- közvetlen jövő idő, az aller jelen idejű alakjával: je vais parler ’beszélni fogok’;
- közvetlen múlt idő, a venir jelen idejű alakjával: je viens d’arriver ’az előbb érkeztem meg’.

A faire minden alakjával műveltetővé teszi az igét: il s’est fait couper les cheveux ’levágatta a haját’.

### A román nyelvben
A román nyelv grammatikái három morfológiai segédigét tartanak számon.
Az a avea ’birtokolni’ ige három igealak alkotásában vesz részt:
- A kijelentő mód, összetett múlt idő az a avea kijelentő mód, jelen idejű alakjaiból, melyek közül két személyben a lexikai jelentéssel használt ige alakjai lerövidültek, és a főigének megfelelő melléknévi igenévből tevődik össze: am cântat ’énekeltem’, ai văzut ’láttál’, a bătut ’vert’, am zis ’mondtunk’, ați iubit ’szerettetek’, au coborât ’lementek’.
- A jövő idő két alakjában (összesen három van) a főige kötőmód, jelen időben áll, és az a avea segédige az egyikben teljes alakjaival vesz részt, a másikban pedig az o-ra rövidült változatlan alakjával: am/o să cânt ’énekelni fogok’, ai/o să vezi ’látni fogsz’, are/o să bată ’verni fog’, avem/o să zicem ’mondani fogunk’, aveți/o să iubiți ’szeretni fogtok’, au/o să coboare ’le fognak menni’.
- A feltételes mód, jelen idejű alakjának az alkotásában a főigének megfelelő főnévi igenév vesz részt, és az a avea három személyben erre az igealakra szakosodott alakjai, a három másik személyben pedig az összetett múltban használt alakjai használatosak: aș cânta ’énekelnék’, ai vedea ’látnál’, ar bate ’verne’, am zice ’mondanánk’, ați iubi ’szeretnétek’, ar coborî ’lemennének’.

Az a vrea ’akarni’ igének segédigére specializált alakjai vannak, melyek a választékos nyelvi regiszterben használt jövő időt alkotják a főigének megfelelő főnévi igenévvel együtt: voi cânta ’énekelni fogok’, vei vedea ’látni fogsz’, va bate ’verni fog’, vom zice ’mondani fogunk’, veți iubi ’szeretni fogtok’, vor coborî ’le fognak menni’.
Az a fi ’lenni’ a legtöbb összetett igealak segédigéje. A leggyakoribbak a következők:
- kötőmód, múlt idő (az a fi kötőmód, jelen időben + a főigének megfelelő melléknév): Nu știu ca Paul să fi zis ceva ’Nem tudok róla, hogy Paul mondott volna valamit’;
- feltételes mód, múlt idő (az a fi feltételes mód, jelen időben + a főigének megfelelő melléknév): aș fi cântat ’énekeltem volna, ai fi văzut ’láttál volna’, ar fi bătut ’vert volna’, am fi zis ’mondtunk volna’, ați fi iubit ’szerettetek volna’, ar fi coborât ’lementek volna’.

Akárcsak a franciában, a románban is a létige a szenvedő igenem segédigéje: Cartea a fost cumpărată de mine ’A könyvet én vettem meg’ (szó szerint ’A könyv volt megvett általam’), Aici au fost construite două blocuri ’Ide két tömbházat építettek’ (szó szerint ’Itt voltak építettek két tömbházak’).

### A szerb nyelvben
A szerb nyelvben egyes grammatikák szerint két morfológiai segédige van, biti ’lenni’ és hteti ’akarni’.
A biti segédigét több igealakban használják, melyek közül kettő gyakoribb. Kijelentő mód, jelen idejű alakját használják a főigének megfelelő cselekvő melléknévi igenévvel együtt az egyik múlt időben, a perfekt-nek nevezettben. A segédige rövid, hangsúlytalan alakját a melléknévi igenév mögé teszik, ha nincs hangsúllyal kiemelt szó az állítmány előtt, és az alanyt csak a személyrag fejezi ki: video sam (hímnem) ’láttam’. A melléknévi igenév előtt van a segédige, amennyiben az alanyt külön szó adja, vagy más, hangsúlyos szó van az állítmány előtt: ti si videla (nőnem) ’te láttál’. A da li kérdő partikulával vagy más kérdőszóval ellátott kérdő mondatban is a segédige a melléknévi igenév előtt áll: Da li ste videle ovo? (nn.) ’Láttátok-e ezt?’ Ha eldöndendő kérdésről van szó, és csak a li kérdő partikulát használják, akkor a segédige teljes, hangsúlyos alakja használatos: Jesam li dobro video? ’Jól láttam-e?’ Tagadó mondatban a tagadószó (ne) a segédige rövid alakjával összeolvadva található: nisi video (hn.) ’nem láttál’.
A biti aorist-nak nevezett múlt idejű alakja a feltételes mód leghasználtabb alakjának a képzésére szolgál, ugyancsak a főigének megfelelő cselekvő melléknévi igenévvel, és a fentiekkel hasonló szórendi szabályok szerint. Sajátossága ennek az igealaknak az, hogy úgy jelen idejű, mint múlt idejű lehet a jelentése, kontextustól függően. Példák: radio bih (hn.) ’dolgoznék, dolgoztam volna’; radilo bi (semlegesnem) ’működne, működött volna’; Ko bi pomislio? ’Ki hinné?, Ki hitte volna?’
Ebben a nyelvben is a szenvedő igenem kifejezése a biti ige különféle módú és idejű alakjaival történik, amellyel a főigének megfelelő ún. szenvedő melléknévi igenevet társítják: Posao će biti urađen na vreme ’A munka határidőre lesz elvégezve’ (szó szerint ’Dolog fog lenni megcsinált időre’).
A hteti segédige a jövő időt alakítja a főigének megfelelő főnévi igenévvel. A hteti-nek is van rövid alakja. Ha nincs az állítmány előtt más szó, az igenév végéről leválik a képzője (-ti), és így adják hozzá a segédigét: videću ’látni fogok’. Ha van szó az állítmány előtt, a segédige a főnév elé kerül: ti ćeš videti ’te látni fogsz’. A segédige teljes alakját eldöntendő kérdő mondatban használják, ha az nem a da partikulával kezdődik: Hoću li videti? ’Fogok-e látni?’ Ennek a segédigének is a tagadott alakja egyetlen szóból áll, de itt a tagadószó eredeti alakjával: neću videti ’nem fogok látni’.

## Kapcsolódó szócikk
- Modális ige